# Guárico
Guárico (hiszp. Estado Guárico) – jeden z 23 stanów Wenezueli. Stolicą stanu jest miasto San Juan de Los Morros.
Stan Guárico zajmuje powierzchnię 64 986 km², a w roku 2011 liczył 747 739 mieszkańców. Dla porównania, w 1970 było ich 347,1 tys.
Stan znajduje się na Nizinie Orinoko, toteż w większości zajmują go niziny; na północy Góry Karaibskie. Przebiegają przez niego liczne rzeki. Wydobywa się ropę naftową i gaz ziemny; rurociągi prowadzą do Caracas i Puerto la Cruz. Do tego ekstensywna hodowla bydła i trzody chlewnej. Uprawiana jest bawełna, ryż, kukurydza, warzywa, trzcina cukrowa, tytoń, kawa, drzewa owocowe.
Znajdują się tu Park Narodowy Aguaro-Guariquito oraz część Parku Narodowego Guatopo.

## Gminy i ich siedziby
1. Camaguán (Camaguán)
2. Chaguaramas (Chaguaramas)
3. El Socorro (El Socorro)
4. Francisco de Miranda (Calabozo)
5. José Félix Ribas (Tucupido)
6. José Tadeo Monagas (Altagracia de Orituco)
7. Juan Germán Roscio (San Juan de Los Morros)
8. Julián Mellado (El Sombrero)
9. Las Mercedes (Las Mercedes)
10. Leonardo Infante (Valle de la Pascua)
11. Ortiz (Ortiz)
12. Pedro Zaraza (Zaraza)
13. San Gerónimo de Guayabal (Guayabal)
14. San José de Guaribe (San José de Guaribe)
15. Santa María de Ipire (Santa María de Ipire)